# Panamerikamesterskabet i håndbold 2017 (kvinder)
Panamerikamesterskabet i håndbold for kvinder 2017 var det 14. panamerikamesterskab for kvinder gennem tiden, og turneringen med deltagelse af ti hold blev afviklet i perioden 18. - 25. juni 2017 i Buenos Aires, Argentina. Den skulle oprindeligt for første gang have været spillet i Canada med Toronto som værtsby, men den 15. marts 2017 offentliggjorde PATHF, at de canadiske arrangører havde måtte opgive værtskabet for mesterskabet, og at det var blevet flyttet til Argentina, som dermed blev værtsland for anden gang.
Mesterskabet blev vundet af Brasilien, som i finalen besejrede Argentina med 30-28, og som dermed vandt panamerikamesterskabet for kvinder for fjerde gang i træk og 10. gang i alt. Bronzemedaljerne gik til Paraguay, som i bronzekampen vandt med 24-22 over Uruguay, og som dermed vandt medaljer ved mesterskabet for første gang.
Ud over titlen som panamerikamester spillede holdene også om tre pladser ved VM i håndbold 2017 i Tyskland. De tre VM-pladser gik til de tre bedst placerede hold: Brasilien, Argentina og Paraguay.

## Slutrunde

### Hold
Slutrunden havde deltagelse af ti hold, der fordelte sig som følger.
- Værtslandet var automatisk deltager:
  -  Argentina
- De tre bedste hold fra det foregående mesterskab:
  -  Brasilien
  -  Cuba - meldte afbud.
  -  Argentina
- Tre hold fra Nordamerika og Caribien - de tre bedste hold fra NorCa-mesterskabet 2017, der spilledes 30. marts - 3. april 2017 i Río Grande, Puerto Rico:[2]
  -  Puerto Rico
  -  USA
  -  Dominikanske Republik
- Et hold fra Mellemamerika - vinderen af Centralamerikamesterskabet 2016, der blev blev spillet i Managua, Nicaragua i perioden 22. - 26. november 2016:[3][4]
  -  Guatemala
- Fire hold fra Sydamerika (ingen kvalifikation, eftersom kun fire hold tilmeldte sig):
  -  Colombia
  -  Chile
  -  Paraguay
  -  Uruguay

### Indledende runde

#### Gruppe A
| Dato     | Kl.   | Kamp                    | Res.  | Pause |
| -------- | ----- | ----------------------- | ----- | ----- |
| 18. juni | 12:00 | Paraguay - Colombia     | 35–17 | 18-11 |
| 18. juni | 19:15 | Brasilien - USA         | 42–10 | 17-71 |
| 19. juni | 13:30 | USA - Puerto Rico       | 25–29 | 10-14 |
| 19. juni | 20:00 | Colombia - Brasilien    | 12–46 | 07-20 |
| 20. juni | 15:30 | Colombia - Puerto Rico  | 21–30 | 12-13 |
| 20. juni | 20:00 | Paraguay - Brasilien    | 15–29 | 12-13 |
| 21. juni | 15:00 | USA - Colombia          | 31–17 | 14-81 |
| 21. juni | 17:00 | Paraguay - Puerto Rico  | 28–24 | 12-11 |
| 22. juni | 14:30 | Paraguay - USA          | 29–25 | 15-11 |
| 22. juni | 19:00 | Brasilien - Puerto Rico | 40–15 | 17-51 |

| Hold        | Kampe | Mål     | Point |
| ----------- | ----- | ------- | ----- |
| Brasilien   | 4     | 157-521 | 8     |
| Paraguay    | 4     | 107-951 | 6     |
| Puerto Rico | 4     | 198-114 | 4     |
| USA         | 4     | 191-117 | 2     |
| Colombia    | 4     | 167-142 | 0     |

#### Gruppe B
| Dato     | Kl.   | Kamp                    | Res.  | Pause |
| -------- | ----- | ----------------------- | ----- | ----- |
| 18. juni | 14:00 | Chile - Domin. Rep.     | 33–11 | 16-41 |
| 18. juni | 17:15 | Argentina - Guatemala   | 43–14 | 22-10 |
| 19. juni | 15:30 | Guatemala - Uruguay     | 12–40 | 05-25 |
| 19. juni | 18:00 | Domin. Rep. - Argentina | 09–43 | 14-21 |
| 20. juni | 13:30 | Uruguay - Domin. Rep.   | 31–23 | 16-91 |
| 20. juni | 18:00 | Chile - Argentina       | 19–26 | 19-13 |
| 21. juni | 13:00 | Domin. Rep. - Guatemala | 31–17 | 17-61 |
| 21. juni | 19:00 | Uruguay - Chile         | 26–17 | 14-81 |
| 22. juni | 16:30 | Chile - Guatemala       | 31–25 | 18-14 |
| 22. juni | 21:00 | Argentina - Uruguay     | 29–16 | 11-71 |

| Hold                  | Kampe | Mål       | Point |
| --------------------- | ----- | --------- | ----- |
| Argentina             | 4     | 0141-5911 | 8     |
| Uruguay               | 4     | 114-811   | 6     |
| Chile                 | 4     | 100-881   | 4     |
| Dominikanske Republik | 4     | 174-124   | 2     |
| Guatemala             | 4     | 168-145   | 0     |

### Semifinaler og finaler
| Dato        | Kl.         | Kamp                  | Res.        | Pause       |
| Semifinaler | Semifinaler | Semifinaler           | Semifinaler | Semifinaler |
| ----------- | ----------- | --------------------- | ----------- | ----------- |
| 24. juni    | 16:00       | Brasilien - Uruguay   | 42–23       | 25-80       |
| 24. juni    | 18:00       | Argentina - Paraguay  | 29–19       | 15-91       |
| Bronzekamp  |             |                       |             |             |
| 25. juni    | 14:00       | Uruguay - Paraguay    | 22–24       | 13-15       |
| Finale      |             |                       |             |             |
| 25. juni    | 16:15       | Brasilien - Argentina | 38–20       | 18-81       |

| Plac.  | Hold      |
| ------ | --------- |
| Guld   | Brasilien |
| Sølv   | Argentina |
| Bronze | Paraguay  |
| 4.     | Uruguay   |

### Placeringskampe om 5.- til 8.-pladsen
| Dato               | Kl.         | Kamp                     | Res.        | Pause       |
| Semifinaler        | Semifinaler | Semifinaler              | Semifinaler | Semifinaler |
| ------------------ | ----------- | ------------------------ | ----------- | ----------- |
| 24. juni           | 12:00       | Chile - USA              | 20–27       | 10-13       |
| 24. juni           | 14:00       | Puerto Rico - Domin. Rep | 34–23       | 13-14       |
| Kamp om 7.-pladsen |             |                          |             |             |
| 25. juni           | 09:30       | Chile - Domin. Rep.      | 26–20       | 14-10       |
| Kamp om 5.-pladsen |             |                          |             |             |
| 25. juni           | 11:30       | USA - Puerto Rico        | 27–26       | 10-15       |

| Plac. | Hold                  |
| ----- | --------------------- |
| 5.    | USA                   |
| 6.    | Puerto Rico           |
| 7.    | Chile                 |
| 8.    | Dominikanske Republik |

### Placeringskamp om 9.- til 10.-pladsen
| Dato               | Kl.                | Kamp                 | Res.               | Pause              |
| Kamp om 9.-pladsen | Kamp om 9.-pladsen | Kamp om 9.-pladsen   | Kamp om 9.-pladsen | Kamp om 9.-pladsen |
| ------------------ | ------------------ | -------------------- | ------------------ | ------------------ |
| 24. juni           | 10:00              | Colombia - Guatemala | 28–23              | 14-12              |

| Plac. | Hold      |
| ----- | --------- |
| 9.    | Colombia  |
| 10.   | Guatemala |

## Rangering
| Plac.  | Hold                  | Kommentar                |
| ------ | --------------------- | ------------------------ |
| Guld   | Brasilien             | Kvalificeret til VM 2017 |
| Sølv   | Argentina             | Kvalificeret til VM 2017 |
| Bronze | Paraguay              | Kvalificeret til VM 2017 |
| 4.     | Uruguay               |                          |
| 5.     | USA                   |                          |
| 6.     | Puerto Rico           |                          |
| 7.     | Chile                 |                          |
| 8.     | Dominikanske Republik |                          |
| 9.     | Colombia              |                          |
| 10.    | Guatemala             |                          |

## Hædersbevisninger

### MVP
Samira Rocha fra Brasilien blev kåret som mesterskabets mest værdifulde spiller.

### All star-hold
| Position     | Spiller          |
| ------------ | ---------------- |
| Målmand      | Bárbara Arenhart |
| Højre fløj   | Jessica Quintino |
| Højre back   | Manuela Pizzo    |
| Playmaker    | Marizza Faría    |
| Venstre back | Eduarda Amorim   |
| Venstre fløj | Samira Rocha     |
| Stregspiller | Antonela Mena    |

### Statistik

#### Topscorere
| Mål | Spiller                      |
| --- | ---------------------------- |
| 34  | Sabrina Fiore Canata         |
| 31  | Ciris M. García López        |
| 31  | Samira Rocha                 |
| 30  | Zuleika Z. Fuente Rerrer     |
| 30  | Kathleen Darling             |
| 30  | Jessica Quintino             |
| 29  | Sheila E. Hiraldo Cepeda     |
| 29  | Carolina E. López Villanueva |
| 28  | Mariana Costa                |
| 27  | Rocío Campigli               |